# (904) Rockefellia
(904) Rockefellia es un asteroide perteneciente al cinturón de asteroides descubierto el 29 de octubre de 1918 por Maximilian Franz Wolf desde el observatorio de Heidelberg-Königstuhl, Alemania.
Está nombrado en honor del empresario estadounidense John D. Rockefeller (1839-1937).